# Junioren-Badmintonpanamerikameisterschaft 2017
Die Junioren-Badmintonpanamerikameisterschaft 2017 fand vom 24. bis zum 28. Juli 2017 in Markham statt.

## Medaillengewinner der U19
| Disziplin    | Gold                            | Silber                          | Bronze                                                   |
| ------------ | ------------------------------- | ------------------------------- | -------------------------------------------------------- |
| Herreneinzel | Brian Yang                      | Jonathan Matias                 | Gokul Kalyanasundaram                                    |
| Herreneinzel | Brian Yang                      | Jonathan Matias                 | Yuteng Wu                                                |
| Dameneinzel  | Lauren Lam                      | Jennie Gai                      | Cara Debelle                                             |
| Dameneinzel  | Lauren Lam                      | Jennie Gai                      | Katie Ho-Shue                                            |
| Herrendoppel | Fabrício Farias Vinicios Santos | Christopher Martínez Diego Mini | Jesús Barajas Luis Montoya                               |
| Herrendoppel | Fabrício Farias Vinicios Santos | Christopher Martínez Diego Mini | Jonathan Matias Donnians Oliveira                        |
| Damendoppel  | Breanna Chi Cindy Yuan          | Katie Ho-Shue Alexandra Mocanu  | Nairoby Abigail Jiménez Bermary Altagracia Polanco Muñoz |
| Damendoppel  | Breanna Chi Cindy Yuan          | Katie Ho-Shue Alexandra Mocanu  | Eyota Kwan Natalie Sybil Lam                             |
| Mixed        | Brian Yang Katie Ho-Shue        | Fabrício Farias Sâmia Lima      | Mathieu Morneau Eliana Zhang                             |
| Mixed        | Brian Yang Katie Ho-Shue        | Fabrício Farias Sâmia Lima      | Nicolas Nguyen Alexandra Mocanu                          |

## Medaillengewinner der U17
| Disziplin    | Gold                                            | Silber                                 | Bronze                                    |
| ------------ | ----------------------------------------------- | -------------------------------------- | ----------------------------------------- |
| Herreneinzel | Willian Guimarães                               | Yunzhi Chen                            | Stanley Feng                              |
| Herreneinzel | Willian Guimarães                               | Yunzhi Chen                            | Gustavo Salazar De Souza Peixoto          |
| Dameneinzel  | Talia Ng                                        | Eliana Zhang                           | Crystal Lai                               |
| Dameneinzel  | Talia Ng                                        | Eliana Zhang                           | Catherine Choi                            |
| Herrendoppel | Nicolás Macías Gustavo Salazar De Souza Peixoto | Rafael Gustavo Faria Willian Guimarães | Dean Tan Ryan Zheng                       |
| Herrendoppel | Nicolás Macías Gustavo Salazar De Souza Peixoto | Rafael Gustavo Faria Willian Guimarães | Armando Gaitan Sebastián Martínez Cardoso |
| Damendoppel  | Catherine Choi Talia Ng                         | Jacqueline Cheung Tiffany Too          | Claire Chen Cassandra Yu                  |
| Damendoppel  | Catherine Choi Talia Ng                         | Jacqueline Cheung Tiffany Too          | Micaela Flores Fernanda Saponara Rivva    |
| Mixed        | Kyle To Crystal Lai                             | Winston Tsai Lauren Lam                | Tony Liuzhou Jacqueline Zhang             |
| Mixed        | Kyle To Crystal Lai                             | Winston Tsai Lauren Lam                | Dean Tan Sanchita Pandey                  |

## Medaillengewinner der U15
| Disziplin    | Gold                   | Silber                    | Bronze                                                 |
| ------------ | ---------------------- | ------------------------- | ------------------------------------------------------ |
| Herreneinzel | Brandon Xu             | Joshua Yang               | Victor Lai                                             |
| Herreneinzel | Brandon Xu             | Joshua Yang               | Minh Cheng                                             |
| Dameneinzel  | Rachel Chan            | Jolie Wang                | Tiffany Kuang                                          |
| Dameneinzel  | Rachel Chan            | Jolie Wang                | Jeslyn Chow                                            |
| Herrendoppel | Brandon Xu Joshua Yuan | Connor Lam Joshua Yang    | Victor Lai Win Liao                                    |
| Herrendoppel | Brandon Xu Joshua Yuan | Connor Lam Joshua Yang    | Mariano Ernesto Velarde Alzamora Adriano Viale Aguirre |
| Damendoppel  | Nicole Ju Jolie Wang   | Tiffany Kuang Evelyn Zeng | Jeslyn Chow Alayna Walia                               |
| Damendoppel  | Nicole Ju Jolie Wang   | Tiffany Kuang Evelyn Zeng | Jessica Cheng Sophia Nong                              |
| Mixed        | Brandon Xu Claire Chen | Aaron Low Tiffany Kuang   | Joshua Yuan Nicole Ju                                  |
| Mixed        | Brandon Xu Claire Chen | Aaron Low Tiffany Kuang   | Ivan Li Rachel Chan                                    |

## Medaillengewinner der U13
| Disziplin    | Gold                          | Silber                                         | Bronze                                         |
| ------------ | ----------------------------- | ---------------------------------------------- | ---------------------------------------------- |
| Herreneinzel | Joshua Nguyen                 | Robert Shekhtman                               | Ryan Ma                                        |
| Herreneinzel | Joshua Nguyen                 | Robert Shekhtman                               | Aaron Bai                                      |
| Dameneinzel  | Francesca Corbett             | Olivia Chen                                    | Rafaela Munar Solimano                         |
| Dameneinzel  | Francesca Corbett             | Olivia Chen                                    | Gianna Stiglich Guzmán                         |
| Herrendoppel | Ryan Ma Isaac Yang            | Aaron Bai Mathew Li                            | Bruno Alonso Pedro V. Bittencourt Dos Santos   |
| Herrendoppel | Ryan Ma Isaac Yang            | Aaron Bai Mathew Li                            | Jeffrey Liu Timothy Lock                       |
| Damendoppel  | Francesca Corbett Allison Lee | Fernanda Munar Solimano Rafaela Munar Solimano | Olivia Chen Shelley Li                         |
| Damendoppel  | Francesca Corbett Allison Lee | Fernanda Munar Solimano Rafaela Munar Solimano | Namie Miyahira Tsukazan Gianna Stiglich Guzmán |
| Mixed        | Ryan Ma Kaitlyn Wang          | Joshua Nguyen Jackie Dent                      | Samuel Li Carolyn Zeng                         |
| Mixed        | Ryan Ma Kaitlyn Wang          | Joshua Nguyen Jackie Dent                      | Julian Lau Natalie Nakatsui                    |

## Medaillengewinner der U11
| Disziplin    | Gold                        | Silber                    | Bronze                                     |
| ------------ | --------------------------- | ------------------------- | ------------------------------------------ |
| Herreneinzel | Linden Wang                 | Scott Lin                 | Anderson Lin                               |
| Herreneinzel | Linden Wang                 | Scott Lin                 | William Ye                                 |
| Dameneinzel  | Jasmine Yeung               | Sahasra Chada             | Angie Liu                                  |
| Dameneinzel  | Jasmine Yeung               | Sahasra Chada             | Vera Lin                                   |
| Herrendoppel | Scott Lin Linden Wang       | Matthew Yu Liam Zhang     | Cory Fan Ben Tirtohadi                     |
| Herrendoppel | Scott Lin Linden Wang       | Matthew Yu Liam Zhang     | Ryan Chen Gabriel Ching                    |
| Damendoppel  | Sahasra Chada Jasmine Yeung | Vera Lin Meha Vedere      | Katie Lau Lyric Su                         |
| Damendoppel  | Sahasra Chada Jasmine Yeung | Vera Lin Meha Vedere      | Shary Andrade Yanque Rafaela Silva La Rosa |
| Mixed        | Scott Lin Jasmine Yeung     | Linden Wang Sahasra Chada | Anderson Lin Vera Lin                      |
| Mixed        | Scott Lin Jasmine Yeung     | Linden Wang Sahasra Chada | Ben Tirtohadi Angie Liu                    |